# Mitja Viler
Mitja Viler (Koper, 1 september 1986) is een Sloveens voormalig voetballer die doorgaans speelde als linksback. Tussen 2005 en 2021 was hij actief voor FC Koper, NK Maribor en opnieuw FC Koper. Viler maakte in 2017 zijn debuut in het Sloveens voetbalelftal en kwam uiteindelijk tot twee interlandoptredens.

## Clubcarrière
Viler begon zijn carrière in de jeugdopleiding van FC Koper. Bij diezelfde club debuteerde hij in de laatste duels van het seizoen 2004/05. Uiteindelijk speelde de verdediger 141 competitieduels voor Koper en in die wedstrijden kwam hij tot zes doelpunten. Ook werd hij in het seizoen 2009/10 kampioen. In 2010 maakte Viler de overstap naar NK Maribor. Zijn debuut maakte hij direct in de eerste competitiewedstrijd van het seizoen, thuis tegen NK Triglav (5–0 winst). Op 21 oktober 2014 speelde hij in de UEFA Champions League tegen Chelsea (6–0 nederlaag). Tijdens dit duel maakte hij een eigen doelpunt. In januari 2021 keerde de verdediger terug naar zijn oude club FC Koper. Eind 2021 zette Viler op vijfendertigjarige leeftijd een punt achter zijn actieve loopbaan.

## Clubstatistieken
| Seizoen | Club       | Competitie | Competitie | Competitie | Beker | Beker | Internationaal | Internationaal | Totaal | Totaal |
| Seizoen | Club       | Competitie | Wed.       | Dlp.       | Wed.  | Dlp.  | Wed.           | Dlp.           | Wed.   | Dlp.   |
| ------- | ---------- | ---------- | ---------- | ---------- | ----- | ----- | -------------- | -------------- | ------ | ------ |
| 2004/05 | FC Koper   | 1. SNL     | 3          | 0          | 0     | 0     | —              | —              | 3      | 0      |
| 2005/06 | FC Koper   | 1. SNL     | 25         | 1          | 0     | 0     | —              | —              | 25     | 1      |
| 2006/07 | FC Koper   | 1. SNL     | 22         | 0          | 0     | 0     | —              | —              | 22     | 0      |
| 2007/08 | FC Koper   | 1. SNL     | 28         | 2          | 0     | 0     | 2              | 1              | 30     | 3      |
| 2008/09 | FC Koper   | 1. SNL     | 32         | 2          | 5     | 2     | 2              | 1              | 39     | 5      |
| 2009/10 | FC Koper   | 1. SNL     | 31         | 1          | 1     | 0     | —              | —              | 32     | 1      |
| 2010/11 | NK Maribor | 1. SNL     | 35         | 1          | 5     | 0     | 6              | 0              | 46     | 1      |
| 2011/12 | NK Maribor | 1. SNL     | 16         | 1          | 3     | 0     | 5              | 0              | 24     | 1      |
| 2012/13 | NK Maribor | 1. SNL     | 21         | 0          | 5     | 0     | 1              | 0              | 27     | 0      |
| 2013/14 | NK Maribor | 1. SNL     | 25         | 2          | 1     | 0     | 12             | 1              | 38     | 3      |
| 2014/15 | NK Maribor | 1. SNL     | 28         | 2          | 5     | 0     | 11             | 0              | 44     | 2      |
| 2015/16 | NK Maribor | 1. SNL     | 26         | 0          | 4     | 0     | 2              | 0              | 32     | 0      |
| 2016/17 | NK Maribor | 1. SNL     | 18         | 0          | 3     | 0     | 0              | 0              | 21     | 0      |
| 2017/18 | NK Maribor | 1. SNL     | 32         | 0          | 2     | 0     | 12             | 2              | 46     | 2      |
| 2018/19 | NK Maribor | 1. SNL     | 24         | 0          | 5     | 0     | 6              | 1              | 35     | 1      |
| 2019/20 | NK Maribor | 1. SNL     | 28         | 1          | 1     | 0     | 8              | 0              | 37     | 1      |
| 2020/21 | NK Maribor | 1. SNL     | 3          | 0          | 1     | 0     | 1              | 0              | 5      | 0      |
| 2020/21 | FC Koper   | 1. SNL     | 12         | 0          | 3     | 0     | —              | —              | 15     | 0      |
| 2021/22 | FC Koper   | 1. SNL     | 1          | 0          | 1     | 0     | —              | —              | 2      | 0      |
| Totaal  | Totaal     | Totaal     | 410        | 13         | 40    | 2     | 68             | 6              | 518    | 21     |

## Interlandcarrière
Viler maakte zijn debuut in het Sloveens voetbalelftal op 1 september 2017, toen met 1–0 verloren werd van Slowakije door een doelpunt van Adam Nemec. Viler mocht van bondscoach Srečko Katanec in de negende minuut als vervanger van Bojan Jokić binnen de lijnen komen. De andere debutant dit duel was Amedej Vetrih (NK Domžale).
| Interlands van Mitja Viler voor Slovenië | Interlands van Mitja Viler voor Slovenië | Interlands van Mitja Viler voor Slovenië | Interlands van Mitja Viler voor Slovenië | Interlands van Mitja Viler voor Slovenië | Interlands van Mitja Viler voor Slovenië | Interlands van Mitja Viler voor Slovenië |
| №                                        | Datum                                    | Wedstrijd                                | Uitslag                                  | Competitie                               | Goals                                    |                                          |
| Als speler bij NK Maribor                | Als speler bij NK Maribor                | Als speler bij NK Maribor                | Als speler bij NK Maribor                | Als speler bij NK Maribor                | Als speler bij NK Maribor                | Als speler bij NK Maribor                |
| ---------------------------------------- | ---------------------------------------- | ---------------------------------------- | ---------------------------------------- | ---------------------------------------- | ---------------------------------------- | ---------------------------------------- |
| 1                                        | 1 september 2017                         | Slowakije – Slovenië                     | 1 – 0                                    | WK 2018 kwalificatie                     |                                          |                                          |
| 2                                        | 4 september 2017                         | Slovenië – Litouwen                      | 4 – 0                                    | WK 2018 kwalificatie                     |                                          |                                          |

## Erelijst
| Competitie |          |                                                               |          |          |
| Competitie | Aantal   | Jaren                                                         |          |          |
| FC Koper   | FC Koper | FC Koper                                                      | FC Koper | FC Koper |
| ---------- | -------- | ------------------------------------------------------------- | -------- | -------- |
| 1. SNL     | 1        | 2009/10                                                       |          |          |
| NK Maribor |          |                                                               |          |          |
| 1. SNL     | 7        | 2010/11, 2011/12, 2012/13, 2013/14, 2014/15, 2016/17, 2018/19 |          |          |
| Beker      | 3        | 2011/12, 2012/13, 2015/16                                     |          |          |
| Supercup   | 3        | 2012/13, 2013/14, 2014/15                                     |          |          |